# Meteorus limbatus
Meteorus limbatus är en stekelart som beskrevs av Maeto 1988. Meteorus limbatus ingår i släktet Meteorus och familjen bracksteklar. Inga underarter finns listade i Catalogue of Life.